# Elon Musk’s Crash Course
Az Elon Musk's Crash Course 2022-es New York Times–FX-dokumentumfilm, amelynek Emma Schwartz a rendezője és producere, riporterek Cade Metz és Neal Boudette. A dokumentumfilm a Tesla vezérigazgatója, Elon Musk ígéreteit vizsgálja az önvezető autókkal kapcsolatban, és ezt állítja szembe a technológia használatával bekövetkezett halálos balesetekkel.
A dokumentumfilmet 2022. május 20-án mutatták be a The New York Times Presents című sorozat kiadásában az FX-en és az FX Hulun. 

## Szinopszis
Az Elon Musk's Crash Course című film Musk önvezető autókkal kapcsolatos állításait és az autók tényleges képességeit vizsgálja. A film több interjút is tartalmaz, többek között olyan korábbi Tesla-mérnökökkel, akik az autókat vezérlő önvezető szoftveren dolgoztak. A film összeveti a technológiával kapcsolatban felmerült aggályokat Musk nyilvános kijelentéseivel.
A film középpontjában Joshua Brown, egy volt amerikai haditengerészeti SEAL 2016-os halála áll, aki az első amerikai halálos áldozat a Tesla Autopilotjának használata közben. Brown a Tesla elkötelezett rajongójának számított, több mint két tucat videót posztolt a Teslájáról és annak Autopilot funkcióiról.
A dokumentumfilm a Tesla biztonsági jellemzőit is vizsgálja az önvezető technológia fejlesztése során, kezdve a Nemzeti Közúti Közlekedésbiztonsági Hivatal (NHTSA) vizsgálatával a 2016-ban történt 38 balesetről. A film középpontjában Walter Huang 2018 márciusában bekövetkezett halála is áll, amikor Teslája 70 mérföld/órás sebességgel betonfalnak ütközött, valamint Jeremy Banner, aki 2019 márciusában halt meg, amikor Teslája egy nyerges vontató alá hajtott. Robert Sumwalt, a Nemzeti Közlekedésbiztonsági Hivatal korábbi elnöke azt állítja, hogy a Tesla e halálos balesetek után is figyelmen kívül hagyta a biztonsági reformokat.

## Megjelenő személyek
- Elon Musk
- Robert Sumwalt, a Nemzeti Közlekedésbiztonsági Hivatal korábbi elnöke
- Bryan Thomas, a Nemzeti Közúti Közlekedésbiztonsági Hivatal korábbi kommunikációs igazgatója
- Joshua Brown, aki az első ismert halálos áldozatnak tekinthető a Tesla Autopilotjának használata közben.

## Fogadtatás
Russ Mitchell a Los Angeles Timestól azt írta, hogy a film „tényszerű és halálpontos”. A The Guardian azt írja, hogy a film nem tör új utat, inkább „bőséges archív anyag meggyőző szintéziseként és összeállításaként” hat". A Salon arra a következtetésre jutott, hogy Musk médiajelenléte és az Autopilotot érintő, nagy visszhangot kiváltó balesetek ellenére a Teslák még mindig keresett autóként tartják meg státuszukat.